# Derek Possee
Derek Possee (Southwark, 14 febbraio 1946) è un ex calciatore inglese, di ruolo attaccante.

## Carriera
Dopo aver giocato nelle giovanili del Tottenham, club della prima divisione inglese, nel 1963, all'età di 17 anni, viene aggregato alla prima squadra; fa il suo esordio nel gennaio del 1964, segnando anche una rete nella partita casalinga vinta per 3-1 dagli Spurs contro l'Aston Villa. Rimane in squadra fino alla prima parte della stagione 1966-1967, segnando in totale 4 reti in 19 partite di campionato (tutte in prima divisione). Si trasferisce poi al Millwall, con cui conclude la stagione 1966-1967, rimanendo poi in squadra anche negli anni seguenti, fino al 1973, per un totale di 223 presenze e 79 reti con i Lions, tutte in seconda divisione. Negli anni seguenti ha invece giocato con Crystal Palace (con cui dopo 4 reti in 17 presenze in prima divisione nell'ultima parte della stagione 1972-1973 gioca per una stagione in seconda divisione e per una stagione in terza divisione) e Leyton Orient (in seconda divisione).
Nel 1977, dopo un periodo trascorso nella prima divisione irlandese al St Patrick's, si trasferisce nella NASL ai Vancouver Whitecaps, dove rimane fino al 1979 (anno nel quale vince anche il campionato) segnando in totale 17 reti in 53 partite giocate.
In carriera ha totalizzato complessivamente 375 presenze e 107 reti nei campionati della Football League.

## Palmarès

### Club

#### Competizioni nazionali
- North American Soccer League: 1

Vancouver Whitecaps: 1979